# PostmarketOS
postmarketOS – darmowy i otwartoźródłowy system operacyjny stworzony przede wszystkim dla smartfonów, oparty na lekkiej dystrybucji Alpine Linux.
postmarketOS został oficjalnie wydany 6 maja 2017 z kodem źródłowym dostępnym na platformie Github. Jest on w stanie obsłużyć różne interfejsy użytkownika oparte na systemach X Window System oraz Wayland, takie jak Plasma Mobile, Hildon, interfejs LuneOS, MATE, GNOME 3 oraz Xfce. Projekt ma na celu zapewnienie dziesięcioletniego cyklu życia dla smartfonów.